# Marżan Akżygit
Marżan Akżygit (ur. 29 czerwca 2000) – kazachska narciarka dowolna specjalizująca się w skokach akrobatycznych. Uczestniczka Zimowych igrzysk Olimpijskich 2018.

## Osiągnięcia

### Igrzyska olimpijskie
| Miejsce | Dzień     | Rok  | Miejscowość | Konkurencja | Zwycięzca  |
| ------- | --------- | ---- | ----------- | ----------- | ---------- |
| 18.     | 16 lutego | 2018 | Pjongczang  | Skicross    | Ałła Cuper |

W 2018 raz, a w 2022 6 razy stawała na podium zawodów European Cup.